# Chandelly Braz
Chandelly Paloma Pimentel Braz (São Domingos da Prata, 3 de enero de 1985) es una actriz brasileña. 
Debutó en Globo actuando en lleno de encanto, una novela de éxito de la época de las 19h, en el año 2012. Desde entonces, estaba en el elenco de tres novelas, Saramandaia, Generación Brasil y Haja Coração. Reconcilia su participación en los seriales de la estación con su trabajo en el teatro.

## Televisão
| Ano  | Título                         | Personagem                 | Notas          |
| ---- | ------------------------------ | -------------------------- | -------------- |
| 2007 | Cruzamentos Urbanos            | Karla                      | Protagonista   |
| 2010 | Clandestinos - O Sonho Começou | Chandelly                  | Protagonista   |
| 2012 | Louco por Elas                 | Leiloca/Moniquinha         | Participação   |
| 2012 | Cheias de Charme               | Brunessa Almeida dos Anjos | Coadjuvante    |
| 2013 | Saramandaia                    | Marcina Moreira            | Coprotagonista |
| 2014 | Geração Brasil                 | Manuela Yanes (Maya)       | Protagonista   |
| 2015 | Romance Policial - Espinosa    | Andressa                   | Participação   |
| 2016 | Haja Coração                   | Carmela Rigoni Di Marin    | Co-Antagonista |
| 2018 | Orgulho e Paixão               | Mariana Benedito           | Coprotagonista |